# Чагандо
Чагандо́ (кор. 자강도?, 慈江道?) — провинция в КНДР. Население — 1 299 830 человек (2008). Площадь — 16 968 км². На севере граничит с Китаем, на востоке — с провинциями Янгандо и Хамгён-Намдо, на юге — с провинциями Пхёнан-Намдо и на западе — с Пхёнан-Пукто. Чагандо была сформирована в 1949 путём отделения от Пхёнган-Пукто. Административный центр провинции — город Канге.

## Административное деление
Чагандо поделена на 3 города («си») и 15 уездов («кун»).
Города:
- Канге (강계시, 江界市; город с 1949)
- Хыйчхон (희천시, 熙川市; город с октября 1967)
- Манпхо (만포시, 滿浦市; город с октября 1967)

Уезды:
- Чанган (장강군, 長江郡)
- Часон (자성군, 慈城郡)
- Чончхон (전천군, 前川郡)
- Чхосан (초산군, 楚山郡)
- Чунган (중강군, 中江郡)
- Хвапхён (화평군, 和坪郡)
- Копхун (고풍군, 古豐郡)
- Нанним (랑림군, 狼林郡)
- Йонним (룡림군, 龍林郡)
- Сиджун (시중군, 時中郡)
- Сонган (성간군, 城干郡)
- Сонвон (송원군, 松原郡)
- Уси (우시군, 雩時郡)
- Вивон (위원군, 渭原郡)
- Тонсин (동신군, 東新郡)